# Marco Tin Win
Marco Tin Win (Mon Hla, Shwebo, 22 de abril de 1960) é um clérigo de Mianmar e arcebispo católico romano de Mandalay.

## Biografia
Marco Tin Win nasceu em Mon Hla, distrito de Shwebo, em 22 de abril de 1960. Frequentou a escola primária e secundária em Mon Hla e a escola secundária no Seminário Menor St. Aloysius em Pyin-Oo-Lwin. Em 1979 ingressou no Seminário Maior São José de Yangon, onde completou os estudos filosóficos e teológicos. Em 22 de setembro de 1987, foi ordenado sacerdote pela Arquidiocese de Mandalay. De 1992 a 1997 continuou os estudos superiores na Pontifícia Universidade Urbaniana em Roma, obtendo o Doutorado em Filosofia.
Depois da ordenação sacerdotal, Tin Win ocupou os seguintes cargos: professor no Seminário Menor St. Aloysius de Pyin Oo Lwin (1987-1990); professor de Filosofia no Seminário Maior St. Joseph de Pyin Oo Lwin (1990-1992); estudos de especialização em Filosofia em Roma (1992-1997); diretor diocesano para o Diálogo Interreligioso (1997-2002); reitor do Seminário Preparatório St. Thomas de Mandalay (2002-2003); Ecônomo Diocesano (2003-2010); pároco de Maria, Auxiliadora dos Cristãos em Sagaing (2010); secretário-executivo da Conferência Episcopal, Yangon (2010-2013); Vigário Geral, Reitor da Catedral de Mandalay e professor de Filosofia no Seminário Maior São José de Pyin Oo Lwin (a partir de 2014).
Em 25 de abril de 2019, o Papa Francisco o nomeou arcebispo de Mandalay. O arcebispo de Yangon, cardeal Charles Maung Bo, SDB, o consagrou em 23 de junho do mesmo ano na Catedral do Sagrado Coração de Mandalay; os co-consagradores foram o arcebispo emérito de Mandalay, Nicholas Mang Thang, e o núncio apostólico em Mianmar, o arcebispo Paul Tschang In-Nam.
Em 8 de julho de 2020, o Papa Francisco o nomeou membro do Pontifício Conselho para o Diálogo Interreligioso.